# Sint-Annakapel (Breda)

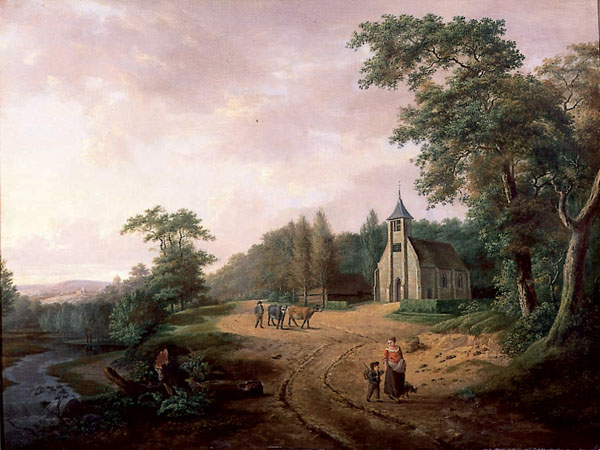
Sint Annakapel te Heusdenhout, olieverf op doek. Jacobus Carolus Huysmans, ca. 1828–1832

De Sint-Annakapel is de kapel van de voormalige buurtschap en huidige Bredase wijk Heusdenhout. Ze bevindt zich aan de Heusdenhoutseweg 34. De kapel is gewijd aan Sint Anna.
Deze kapel moet omstreeks 1518 zijn gesticht voor de bewoners in de directe omgeving, waarvoor de kerkgang naar Breda te bezwaarlijk was. Ze werd zwaar beschadigd tijdens de Tachtigjarige Oorlog. Het rieten dak werd in 1581 vervangen door een leien dak nadat het beschadigd was tijdens de Furie van Houtepen. In 1595 werd de kapel wederom hersteld.
Nadat de kapel in 1648 door de hervormden genaast werd, was ze aanvankelijk een protestantse kerk en deed daarnaast nog dienst als schoolgebouw. Er waren nauwelijks protestanten en toen het schooltje werd opgeheven is het gebouwtje nog als schuur en als stal in gebruik geweest. In 1921 kwam de kapel in bezit van de parochie van Onze Lieve Vrouw van Goede Raad. Van 1934 tot 1936 werd het echter gerestaureerd naar plannen van Hendrik Willem Valk en weer als kapel in gebruik genomen. Bij de restauratie werden de dakpannen weer vervangen door een rieten dak. De klokkentoren uit 1602 wordt gevormd door de tot boven de voorgeveltop uitstekende steunberen. Van de rijke inventaris die vóór 1648 aanwezig was is vrijwel niets meer over.